# Patricia Apolot
Patricia Apolot, née le 6 novembre 1990 à Ngora, est une kickboxeuse ougandaise. Elle est la championne ougandaise en titre de kickboxing  et détient également le titre de championne du monde WBKF en poids-légers, obtenu en juin 2015, en battant la Serbe Ivana Mirkov, à Dunaújváros, en Hongrie

## Biographie

### Jeunesse et éducation
Patricia naît le 6 novembre 1990. Elle grandit à Ngora, sous la garde de son arrière grand-mère maternelle. Elle fréquente l'école primaire St. Aloysius de 1996 à 2002, puis rejoint l'école secondaire intégrée Teso,.
Après avoir terminé ses études secondaires, elle déménage à Kampala pour vivre avec sa mère. Après avoir tenté plusieurs expériences, dont le football, elle se tourne vers la boxe anglaise en 2010, puis vers le  kick-boxing en 2013. En 2014, elle devient kickboxeuse professionnelle,.

### Carrière
En juillet 2014, elle défend avec succès son titre national de kickboxing en battant Jackie Nassimbwa ,,. Le 27 juin 2015, à Dunaújváros, en Hongrie, Patricia Apolot bat Ivana Mirkov de Serbie, dans un combat pour le titre féminin des poids légers de la Fédération mondiale de kickboxing (WKBF). Au moment de sa défaite, Ivana était classée numéro 16 mondiale par la WKBF. En novembre 2015, Apolot défend avec succès son titre en battant la championne hongroise en titre Anita Nagy, également à Dunaújváros, via un KO technique. Le 23 octobre 2021 au Caire, elle conserve sa ceinture en battant l'Argentine Andrea Salazar.